# Yasir Abdullah
Yasir Abdullah (Miami, 12 aprile 2000) è un giocatore di football americano statunitense che milita nel ruolo di linebacker per i Jacksonville Jaguars della National Football League (NFL).

## Carriera

### Jacksonville Jaguars
Al college Abdullah giocò a football all'Università di Louisville, venendo inserito nella formazione ideale dell'Atlantic Coast Conference nell'ultima stagione. Fu scelto nel corso del quinto giro (136º assoluto) del Draft NFL 2023 dai Jacksonville Jaguars. Debuttò come professionista subentrando nella gara del primo turno contro gli Indianapolis Colts, giocando sei snap negli special team. La sua prima stagione si chiuse con un tackle in 5 presenze, nessuna delle quali come titolare.